# Wijnegem
Wijnegem är en kommun i Belgien.   Den ligger i provinsen Antwerpen och regionen Flandern, i den centrala delen av landet, 40 km norr om huvudstaden Bryssel. Antalet invånare är 9 711 invånare (2018). Wijnegem gränsar till Schilde, Schoten, Wommelgem och Antwerpen. 